# مسجد عبد الله عاصي
مسجد الحاج عبد الله عاصي (1135هجرية/1722م)، هو أحد المساجد التي انشئت في عصر الدولة العثمانية في مصر، يقع بالمحلة الكبرى بمحافظة الغربية. بنى هذا المسجد الحاج عبد الله عاصي سنة 1135 هجري (1722) وأكمل بنائه ولديه محمد وإسماعيل، لم يبقى من بناء الجامع القديم إلا مئذنته وهي قاعدة مثمنة تعلوها طبقة اسطوانية بنهايتها خوذة مخوصة. يقع المسجد في منطقة سوق الليمون بشارع أبى سيفين المتفرع من شارع العباسى القديم بالمحلة الكبرى. رمم المجلس الأعلى للآثار المسجد بداية من مارس 2021 وافتتحه خالد خضر وكيل وزارة الأوقاف بالغربية في مارس 2022.

## ثبت المراجع
- محمد، سعاد ماهر (1983). مساجد مصر وأولياؤها الصالحون. القاهرة: المجلس الأعلى للشئون الإسلامية. ج. 5.